# No.999
『No.999』（ナンバー スリーナイン）は、日本のロックバンド・go!go!vanillasが2019年1月23日にGetting Betterから発売した、6枚目のシングルである。

## 概要
前作から7ヶ月ぶりのシングル。
通常盤と9999枚限定の完全限定生産盤の2形態でリリースされた。CDには、新曲「No.999」「触れたら」の他、2018年に開催された『FOOLs Tour 2018 ～音楽馬鹿達と春のナイトピクニック～』新木場STUDIO COAST公演のライブ音源が完全限定生産盤には9曲、通常盤には1曲収録された。また、完全限定生産盤には前述のツアードキュメンタリー映像が収録されたDVDが付属した。また、完全限定生産盤ジャケットには「0001」から「9999」までのシリアルナンバーが印刷されている。
2018年12月1日に発売が発表された。
12月6日にジャケットアートワークが公開され、表題曲「No.999」がアニメ「ゲゲゲの鬼太郎」のエンディングテーマになることが発表された。
2019年1月16日にミュージック・ビデオが公開された。

## 収録内容

### CD
| 全編曲: go!go!vanillas。 |                                                            |            |       |
| #                        | タイトル                                                   | 作詞・作曲 | 時間  |
| 1.                       | 「No.999」                                                 | 牧達弥     | 04:21 |
| 2.                       | 「触れたら」                                               | 柳沢進太郎 | 04:29 |
| 3.                       | 「SUMMER BREEZE (Live at Shinkiba Studio Coast 2018.5.5)」 |            | 04:53 |
| 合計時間:                | 合計時間:                                                  | 合計時間:  | 13:43 |

| 全編曲: go!go!vanillas。 |                                                                 |            |       |
| #                        | タイトル                                                        | 作詞・作曲 | 時間  |
| 1.                       | 「No.999」                                                      | 牧達弥     | 04:21 |
| 2.                       | 「触れたら」                                                    | 柳沢進太郎 | 04:29 |
| 3.                       | 「SE -We are go!- (Live at Shinkiba Studio Coast 2018.5.5)」    |            | 01:38 |
| 4.                       | 「サクラサク (Live at Shinkiba Studio Coast 2018.5.5)」         |            | 02:49 |
| 5.                       | 「マジック (Live at Shinkiba Studio Coast 2018.5.5)」           |            | 03:55 |
| 6.                       | 「エマ (Live at Shinkiba Studio Coast 2018.5.5)」               |            | 04:10 |
| 7.                       | 「スタンドバイミー (Live at Shinkiba Studio Coast 2018.5.5)」   |            | 05:02 |
| 8.                       | 「おはようカルチャー (Live at Shinkiba Studio Coast 2018.5.5)」 |            | 06:13 |
| 9.                       | 「SUMMER BREEZE (Live at Shinkiba Studio Coast 2018.5.5)」      |            | 04:47 |
| 10.                      | 「ストレンジャー (Live at Shinkiba Studio Coast 2018.5.5)」     |            | 04:42 |
| 11.                      | 「平成ペイン (Live at Shinkiba Studio Coast 2018.5.5)」         |            | 05:04 |
| 合計時間:                | 合計時間:                                                       | 合計時間:  | 47:10 |

### 9999枚限定完全限定生産盤付属DVD
| #  | タイトル                                                                                     | 作詞 | 作曲・編曲 |
| -- | -------------------------------------------------------------------------------------------- | ---- | ---------- |
| 1. | 「FOOLs Tour 2018 完全密着ドキュメンタリー ～Story of “音楽馬鹿達と春のナイトピクニック”～」 |      |            |

## 楽曲解説

### CD共通収録内容
1. No.999
  - 今作の表題曲。
  - go!go!vanillasのCDリリースで通算55（=go!go!）曲目となる楽曲[11]。
  - タイトルの「No.999」はイギリスなど多くの国で使用されている緊急ダイヤル番号のこと[12]。
  - 歌詞はすべてプリティの事故前の2018年2月から3月に書かれている[13]が、偶然にも事故後プリティの状況とリンクする内容となった。
  - 2019年4月28日放送のフジテレビ系Love musicにてTVパフォーマンスされた[14]。
2. 触れたら
  - 柳沢進太郎作詞作曲/牧達弥ボーカル曲。
  - 読みは「ふれたら」[15]。
  - LOVE PSYCHEDELICOのNAOKIがプロデュース[16][17]。

## ライブ音源・ドキュメンタリー映像
2018年に開催された、アルバム「FOOLs」を引っ提げたアンコールツアー。ツーマンライブが10公演、ワンマンライブが1公演開催された。
ライブ音源はツアーファイナルの新木場STUDIO COAST公演の模様。
ドキュメンタリー映像は全公演の舞台裏などの様子を収録している。また、グループとしては初となる、メンバーのオーディオコメンタリーが副音声として収録されている。

## 参加ミュージシャン
go!go!vanillas
- 牧達弥（ボーカル・ギター）
- 柳沢進太郎（ギター・ボーカル）
- 長谷川プリティ敬祐（ベース）
- ジェットセイヤ（ドラムス）

## タイアップ
- No.999 - フジテレビ系アニメ『ゲゲゲの鬼太郎』第6シリーズ エンディングテーマ（第38話 - 第49話）[21]

## ライブ映像作品
No.999
- 1st LIVE FILM -AMAZING BUDOKAN 2020-